# Ardelu
Ardelu är en kommun i departementet Eure-et-Loir i regionen Centre-Val de Loire i norra Frankrike. Kommunen ligger i kantonen Auneau som tillhör arrondissementet Chartres. År 2022 hade Ardelu 72 invånare.

## Befolkningsutveckling
Antalet invånare i kommunen Ardelu
Referens:INSEE